# Glen Adam
Glen N. J. Adam (22 de maio de 1959) é um ex-futebolista neozelandês, que atuava como defensor.

## Carreira
Glen Adam fez parte do elenco da histórica Seleção Neozelandesa de Futebol da Copa do Mundo de 1982. 